# Дурсунбей
Дурсунбей (тур. Dursunbey) — город и район в провинции Балыкесир (Турция).

## История
Полагают, что город был основан в 130-х годах. В римские времена он носил название Адрианея.
После завоевания этих мест турками их управляющим был назначен эмир Дурсун, и в его честь город был переименован в Дурсун-бей.
В 1920-1922 годах район находился под греческой оккупацией.